# Atomic College
Série
Atomic College 2
(1991)
Pour plus de détails, voir Fiche technique et Distribution.
Atomic College (Class of Nuke 'Em High) est un film américain réalisé par Richard W. Haines, Michael Herz et Lloyd Kaufman, sorti en 1986. Il fait partie du genre horreur et épouvante.
Atomic College a eu droit à deux suites : Atomic College 2 (Class of Nuke 'Em High 2) en 1991 et Atomic College 3 (Class of Nuke 'Em High 3) en 1994. 
Presque une décennie plus tard, deux autres suites sortent avec Return to Nuke 'Em High Volume 1 en 2013 et Return to Nuke 'Em High Volume 2 en 2017.

## Synopsis
Dans le New Jersey, une centrale nucléaire connait un incident qui a des répercussions étonnantes sur une école.

## Fiche technique
- Titre : Atomic College
- Titre original : Class of Nuke 'Em High
- Réalisation : Richard W. Haines et Lloyd Kaufman
- Scénario : Richard W. Haines, Mark Rudnitsky, Lloyd Kaufman, Stuart Strutin et Graham Flashner
- Musique : Ethan Hurt et Michael Lattanzi
- Photographie : Michael Mayers
- Montage : Richard W. Haines
- Production : Michael Herz et Lloyd Kaufman
- Société de production : Troma Entertainment
- Société de distribution : Les Films Jacques Leitienne (France) et Troma Entertainment (États-Unis)
- Pays d'origine : États-Unis
- Format : Couleurs - 1,85:1 - Mono
- Genre : Comédie horrifique, thriller et science-fiction
- Durée : 85 minutes
- Dates de sortie : 
  -  États-Unis : 12 décembre 1986
  -  France : 3 juillet 1987
- Dates de sortie :
  - États-Unis : 1986

## Distribution
- Janelle Brady : Chrissy
- Gil Brenton : Warren
- Robert Prichard : Spike
- Pat Ryan : Mr. Finley
- James Nugent Vernon : Eddie
- Brad Dunker : Gonzo
- Gary Schneider : Pete
- Théo Cohan : Muffey
- Gary Rosenblatt : Greg
- Mary Taylor : Judy
- Rick Howard : Spud